# Mere Hüseyin Pacha
 (mars 2019).
Mere Hüseyin Pacha (mort en juillet 1624) est un homme d'État ottoman d'origine albanaise. Il fut deux fois Grand Vizir de l'Empire ottoman en 1622 et 1623, après avoir été antérieurement gouverneur de l'Égypte ottomane entre 1620 et 1622,,. Son épithète « Mere ! » vient du mot albanais signifiant  « Prend là ! »;  il doit ce surnom à l'ordre qu'il donnait fréquemment à ses hommes  de « prendre [les têtes]  » de ses adversaires, c'est-à-dire de les décapiter. Il est semble-t-il le seul grand vizir à ne pas parler la langue turque.

## Biographie
Hüseyin Pasha nait dans le clan albanais Begolli dans la région d'İpek vers le  milieu du XVIe siècle. On suppose qu'il n'apprit jamais à parler le turc, un cas très rare dans le système administratif de l'Empire ottoman.
Il commence sa carrière comme aşcıbaşı (chef cuisinier) de Satırcı Mehmed Pasha, avant de devenir membre d'un corps de sipahi. Il monte ensuite progressivement dans l'administration, jusqu'en juillet 1620, lorsqu'il est nommé gouverneur de l'Eyalet de l'Égypte ottomane et fait vizir. Dans sa fonction de gouverneur de l'Égypte, les manières d'Hüseyin Pacha sont décrites comme « rustres et grossières ».
Il tombe malade pendant les premiers mois de sa fonction, mais quand il se rétablit, il organise un festin pour ses enfants et reçoit tellement de cadeaux, qu'il est contraint de les renvoyer aux riches donateurs. Pendant qu'il est gouverneur, l'irrégularité des crues du Nil provoque une sécheresse généralisée en Égypte, qui amène à sa destitution de sa charge en mars ou avril 1622. Son defterdar (trésorier) Hasan, devient le gouverneur de facto (kaymakam). Après la destitution d'Hüseyin Pacha, il l'accuse d'avoir détourné de l'argent du trésor et des récoltes du grenier et l'empêche de quitter le Caire. Hüseyin Pasha doit payer 25 000 pièces d'or (dinars); soit la moitié de la somme réclamée et proclame qu'un juif local qui l'avait dénigré après son retrait du pouvoir, devrait régler le solde, prétextant que ce juif est son débiteur du même montant, il obtient ainsi la permission de partir. Cependant quand les autorités réclament au Juif le règlement de la somme dont Hüseyin Pacha se prétend le débiteur, le juif proteste qu'il a déjà remboursé Hüseyin Pacha. Lorsque cette réponse est rapportée à Hüseyin Pasha, il proclame sa bonne fois et prétend que c'est la faute du juif qui est un menteur, mais il accepte de payer le solde de 25 000  pièces d'or si on échange on lui livre le juif. Le gouverneur provisoire accepte sa proposition et livre le juif à Hüseyin Pacha, qui le fait torturer puis mettre à mort après lui avoir extorqué les 25 000 pièces d'or. Après ces événements, Hüseyin Pacha se rend dans l'actuelle Roumanie alors sous suzeraineté ottomane.
Quelques mois plus tard le 13 juin 1622, Hüseyin Pasha est nommé Grand Vizir de l'Empire ottoman  pour la première fois par le sultan Moustafa Ier. Sa fonction dure moins d'un mois jusqu'au 8 juillet 1622. L'année suivante, le sultan le rétablit comme grand vizir, du 5 février au 30 août 1623. Hüseyin Pasha est exécuté en juillet 1624.